# Saint-Amant-de-Nouère
Saint-Amant-de-Nouère ist eine westfranzösische Gemeinde mit 350 Einwohnern (Stand 1. Januar 2022) im Département Charente in der Region Nouvelle-Aquitaine (vor 2016 Poitou-Charentes). Sie gehört zum Arrondissement Cognac (bis 2017 Angoulême) und zum Kanton Val de Nouère. 

## Lage
Saint-Amant-de-Nouère liegt etwa 15 Kilometer nordwestlich von Angoulême in der Kulturlandschaft des Angoumois. Der Fluss Nouère begrenzt die Gemeinde im Osten. Umgeben wird Saint-Amant-de-Nouère von den Nachbargemeinden Saint-Cybardeaux im Norden und Nordwesten, Saint-Genis-d’Hiersac im Osten, Asnières-sur-Nouère im Südosten, Douzat im Süden sowie Échallat im Westen.

## Bevölkerungsentwicklung
| Jahr                       | 1962 | 1968 | 1975 | 1982 | 1990 | 1999 | 2006 | 2019 |
| Einwohner                  | 359  | 352  | 331  | 350  | 372  | 382  | 380  | 373  |
| Quellen: Cassini und INSEE |      |      |      |      |      |      |      |      |

## Sehenswürdigkeiten
- Kirche Saint-Amant
- Schloss und Domäne Fontguyon, 1570 erbaut, seit 1989/1994 Monument historique

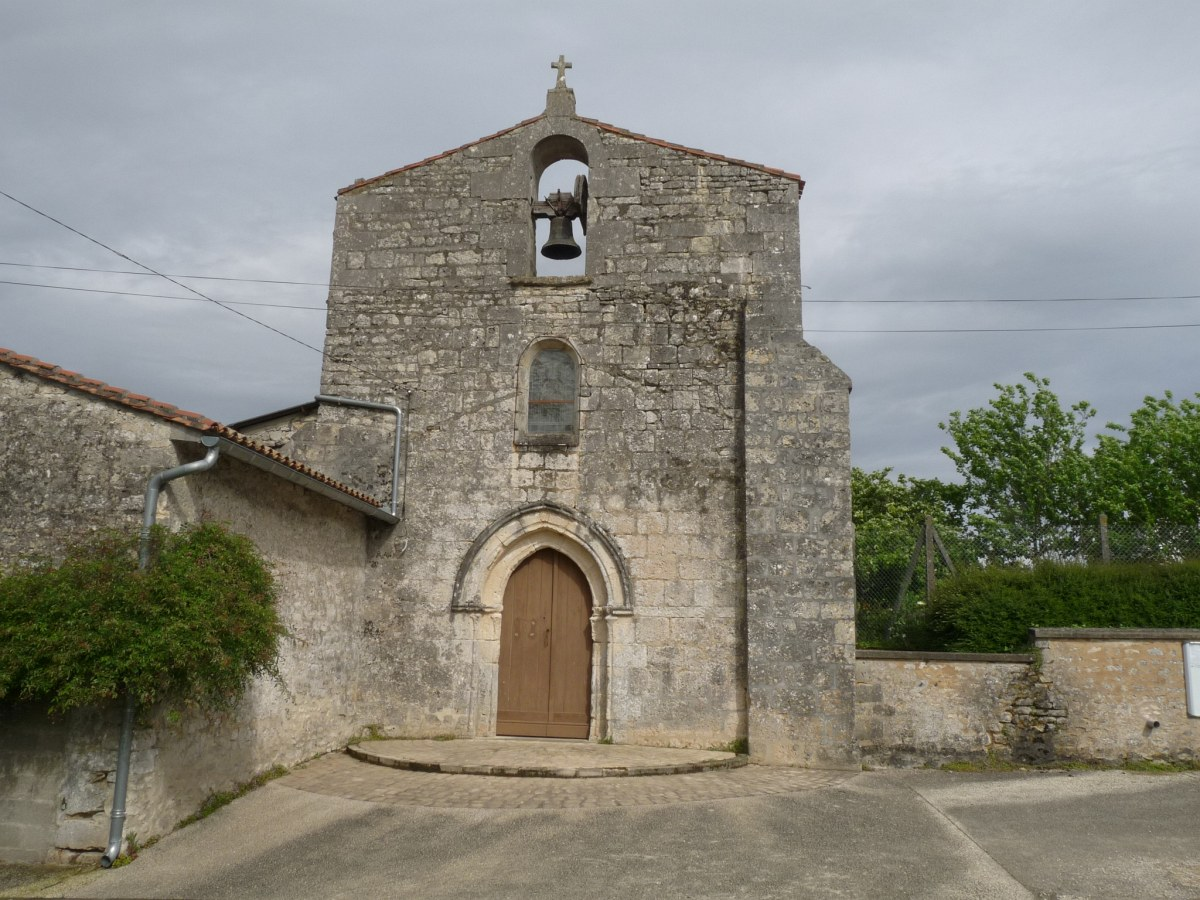
Kirche Saint-Amant
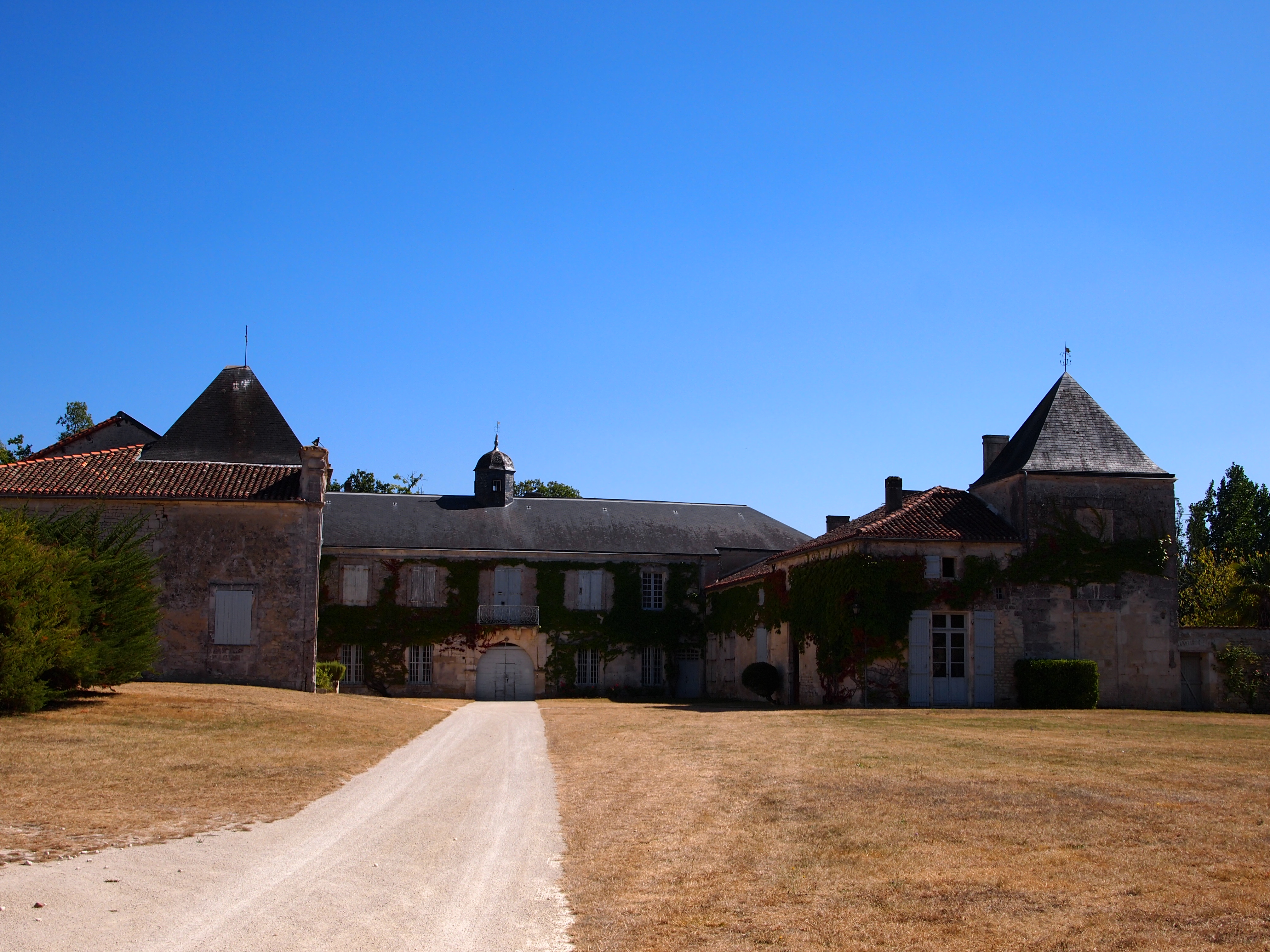
Schloss Fontguyon